# Rock Me (Riva-låt)
Rock Me är en sång framförd av Riva för det dåvarande Jugoslavien i Eurovision Song Contest 1989 i Lausanne i Schweiz. Melodin vann tävlingen, och sånginsatsen genomfördes på serbokroatiska. Det var enda gången Jugoslavien vann Eurovision Song Contest. Sången handlar om en duktig pianist som ombes att spela något "dansbart".
Låten ledde till internationellt uppmärksammande av jugoslavisk rock.

## Listplaceringar
| Lista (1989)  | Position |
| ------------- | -------- |
| Nederländerna | 56       |

### Fotnoter
1. ↑  Ramet, Sabrina P. (2002). Balkan Babel: The Disintegration of Yugoslavia from the Death of Tito to the Fall of Milosevic. Westview Press. sid. 145. ISBN 0813339057. http://books.google.com/books?id=7IK8us1frhAC&pg=PA145&dq=Rock+Me+(Riva+song)&sig=ACfU3U1eIO8G6QjxEs5sYf3x9ix6ETPj3w#PPA145,M1
2. ↑  ”Listplacering”. http://dutchcharts.nl/showitem.asp?interpret=Riva+%5BESC%5D&titel=Rock+Me&cat=s. Läst 21 april 2011.

Den här artikeln är helt eller delvis baserad på material från engelskspråkiga Wikipedia.